# Isidoro I di Costantinopoli
Isidoro I di Costantinopoli (XIV secolo – Costantinopoli, 1350) è stato patriarca di Costantinopoli dal 1347 alla sua morte nel 1350.

## Biografia
Isidoro Boukheiras, monaco della Repubblica monastica di monte Athos, arcivescovo di Monemvasia ed esicasta convinto, sostituì come patriarca di Costantinopoli, il 17 maggio 1347, il deceduto Giovanni XIV Kalékas. Isidoro incoronò Giovanni VI Cantacuzeno il 21 maggio seguente e morì nel febbraio/marzo del 1350.